# 英国作曲家協会
英国作曲家協会（Society of British Composers）は、イギリスの作曲家の利益を保護し、出版、宣伝、演奏の機会を増進するために1905年に設立された団体。この団体は1918年に解体されている。

## 歴史
19世紀の終わりから20世紀のはじめにかけて、王立音楽アカデミーの優秀な卒業生の多くが、自らの作品の出版や演奏を行えない状況に陥っていた。この問題は、若き作曲家ベンジャミン・デイル作曲の60ページに及ぶ「ピアノソナタ ニ短調」が、商業出版に関わる問題を抱えたことで大きく取り沙汰された。そこでフレデリック・コーダー、ジョン・ブラックウッド・マキュアン、トバイアス・マッセイや他の王立音楽アカデミー出身者らが、同様の問題を解決すべく英国作曲家協会を立ち上げたのである。協会は、Charles Avison, Ltd.という出版社名を用いて発行した初年度の年報に掲載するという形で、デイルのソナタを出版した。
フレデリック・コーダーが最初の議長に就任し、協会は演奏可能な作品を選定した出版計画に基づいて活動した。出版に際してはCharles Avison, Ltd.という表記がなされたが、印刷は当初ブライトコプフ・ウント・ヘルテル社で行われており、次にCary社、その後ノヴェロ社（Novello & Co）へと移り変わった。
協会には元々女性の会員はいなかったが、1914年に女性会員の入会も認められるようになった。